# Contea di Qonggyai
Qonggyai (o Chongye; 琼结县S; 琼结县T; Qióngjié XiànP) è una contea cinese della prefettura di Shannan nella Regione Autonoma del Tibet. Il capoluogo è la città di Qonggyai. Nel 1999 la contea contava 17.491 abitanti per una superficie totale di 1030 km².

## Geografia antropica

### Centri abitati
- Qiongjie 琼结镇
- Jiama 加麻乡
- Xiashui 下水乡
- Layu 拉玉乡